# Сарвангасана
Вижте пояснителната страница за други значения на Свещ.
Сарвангасана (на санскрит: सर्वाङ्गासन), известна още като свещ, е поза в йога, при която краката и таза се намират във вертикална линия над раменете.
Това упражнение влияе благоприятно на целия организъм, подобрява кръвообръщението и стимулира работата на жлезите с вътрешна секреция.

## Вариации
Тази поза има различни разновидности, като:
- Полусвещ (Випарита карани)
- Свещ с един крак (Ека пада сарвангасана)